# Hercules (dikt)

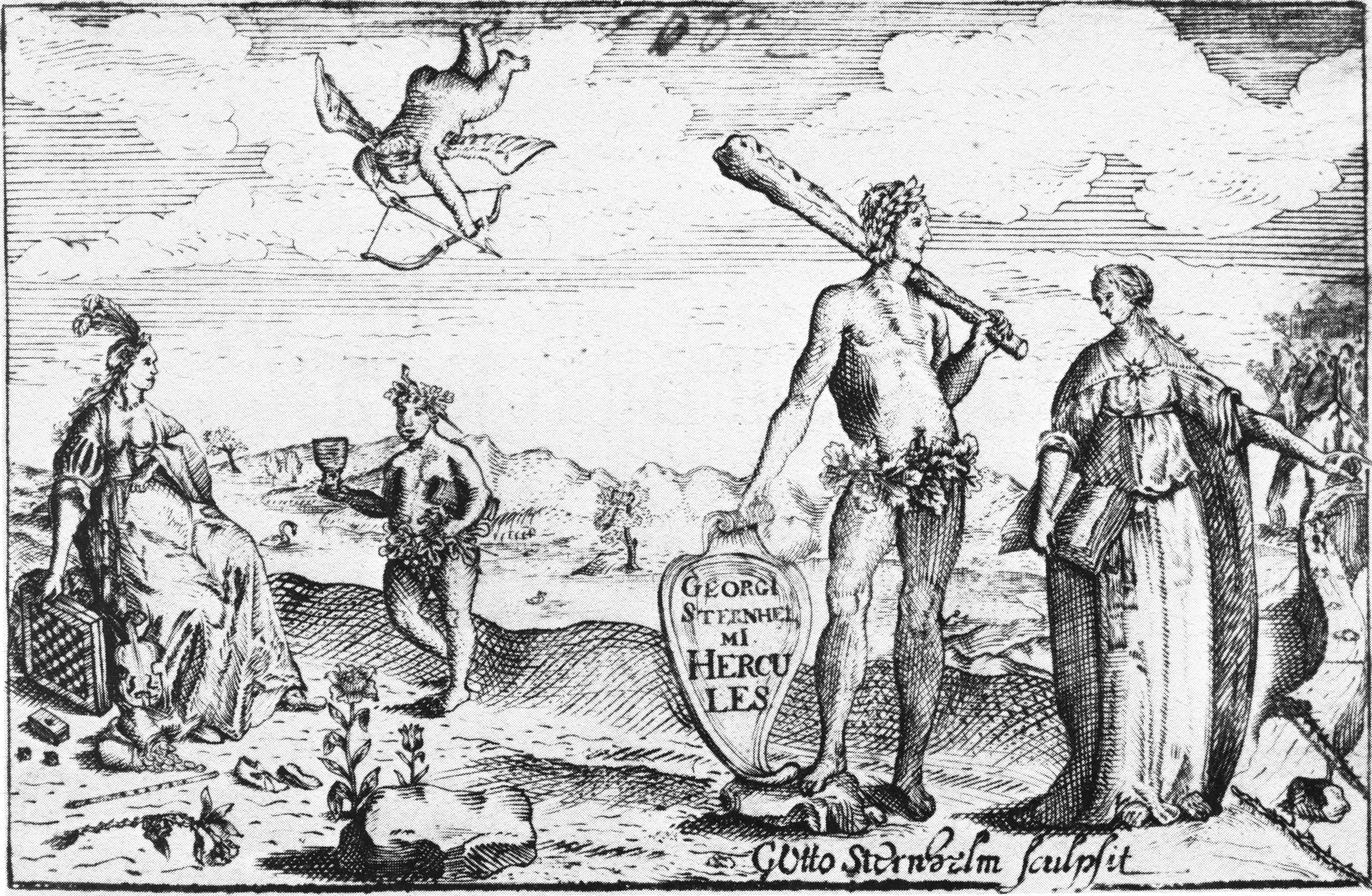
Illustration till första upplagan av Georg Stiernhielms Hercules, av hans son. I mitten Hercules, till vänster fru Lusta och Rus, till höger fru Dygd.

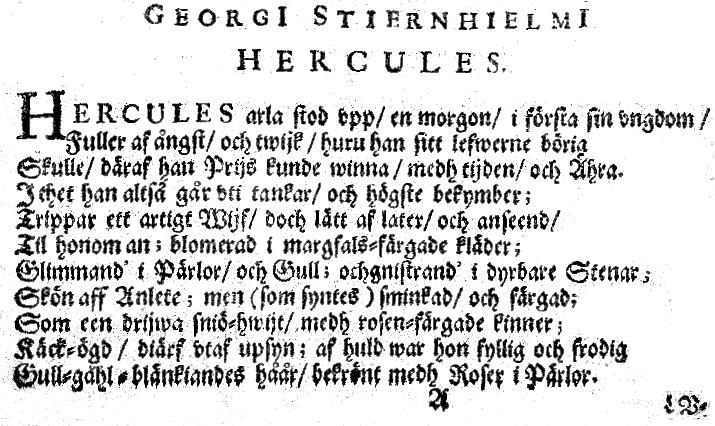
Första sidan av Hercules, 1658.

Hercules är titeln på ett epos, tryckt första gången 1658, av ”den svenska skaldekonstens fader” Georg Stiernhielm (1598–1672). Den är skriven på hexameter och var den första dikt på svenska som använde ett sådant anspråksfullt versmått. Hercules är Stiernhielms mest kända och hyllade dikt.
Eposet är en allegori om den mytologiske hjältefiguren från den grekiska antiken, Herakles, som i sin ungdom ställs inför ett val om vilken livsväg han skall gå. Han frestas då av den lömska Fru Lusta och hennes tre döttrar Lättja, Flättja och Kättja och sonen Rus, samtidigt som Fru Dygd försöker tala honom till rätta. Eposet Herkules bygger på Prodikos berättelse om denne (vilken finns nedskriven i Xenofons Memorabilia). I Stiernhielms dikt, likväl som hos de stoiska renässanshumanisterna, är Herkules en symbol för den mänskliga dygden. 
Den didaktik som döljer sig i allegorin riktar sig till högättade unga män i Sverige. Under den stormaktstid som var Stiernhielms epok, befann sig dessa ynglingar i ett liknande vägval som diktens Herakles, efter en mängd framgångsrika krig och erövringar hade gjort landet rikt. Skulle de njuta av framgångarna och fastna i tankesättet att mycket vill ha mer eller skulle de inse att det behövs ansvar för att inte bli fattig och förfalla och riskera att hamna i andras klor?
Hercules skrevs enligt en utbredd uppfattning år 1647; ett år som är känt genom ett brev av Erik Oxenstierna, men Johannes Loccenius skrev redan 1644 att han hade en dikt av Stiernhielm med denna titel. Första avskriften som finns bevarad är från mellan åren 1649 och 1654. Stiernhielm gjorde flera omfattande bearbetningar och tillkomsttiden brukar uppskattas till omkring 15 år. Hercules den första dikten i Stiernhielms diktsamling Musæ Suethizantes.
Dikten börjar:
Hercules arla stod vpp / en morgon / i första sin vngdom / Fuller af ångst / och twijk / huru han sitt lefwene böria Skulle / däraf han Prijs kunde winna / medh tijden / och Ähra.
I thet han altså går vti tankar / och högste bekymber [...]